# Naomi Judd
Naomi Judd (właściwie Diana Ellen Judd ur. 11 stycznia 1946 roku, zm. 30 kwietnia 2022) – amerykańska wokalistka, wykonawczyni muzyki country oraz aktorka.

## Wczesne lata życia i początki kariery muzycznej
Przyszła na świat w Ashland, w stanie Kentucky. Jej brat zmarł na białaczkę w wieku 17 lat. Urodziła swoją pierwszą córkę Christinę Climenellę (znaną później jako Wynonna Jude), sama mając zaledwie 18 lat. Po rozstaniu z dotychczasowym partnerem, ojcem jej dwóch córek, Judd wraz z pierwszą córką rozpoczęły, jak się później okazało, udaną karierę muzyczną.

## Kariera muzyczna i wątek aktorski

### The Judds
Judd wraz z córką Christitiną (później Wynnoną) stworzyła bardzo znany duet muzyczny. Zespół składający się z matki i córki zdobył zainteresowanie wielu Amerykanów. Zespół wydał łącznie 15 hitów obecnych na amerykańskich listach przebojów. Formacja zdobyła pięciokrotnie nagrodę Nagroda Grammy, zaś sama Naomi otrzymała indywidualną statuetkę Grammy za napisanie tekstu do piosenki „Love Can Build a Bridge”.

### Działalność charytatywna
Po rozwiązaniu zespołu w 1991 r., wokalistka przeznaczyła dochód pozyskany ze sprzedaży ponad 20 milionów płyt na jej własną fundację, mającą za zadanie zwiększyć świadomość społeczną w obszarze profilaktyki i przeciwdziałania zapaleniu wątroby typu C, na który wcześniej Judd chorowała. Stan zdrowia Judd był jednym z powodów, dla których jej zespół zaprzestał działalności. Była jedną z rzeczniczek i ambasadorek amerykańskiej organizacji prozdrowotnej American Liver Foundation.

### Działalność aktorska
Swój debiut muzyczny miała w 1979 roku, kiedy wystąpiła w filmie More American Graffitti, jako odtwórczyni jednej z mało znaczących ról. Jednak dużo większym przedsięwzięciem aktorskim, było odegranie roli Lily Waite w filmie A Holiday Romans z 1999 roku. Występowała wówczas, u boku aktorów takich jak Andy Griffith czy Gerald McRaney.

## Recepcja w kulturze
W 2005 r., zaczęła prowadzić własny talk-show dla telewizji Hallmark Channel. Doczekał się on realizacji dwóch sezonów i był zatytułowany Naomi’s New Morning.
Wydała kilka książek, głównie poradników z dziedziny zdrowia psychicznego.
W 2008 roku była jednym z członków jury w reality show „Can You Duet”, produkcji Country Music Television.
Występowała w filmie telewizyjnym The Killing z 2011 roku.
Wcieliła się w rolę Honey w filmie An Evergreen Christmas.
W 2017 wspólnie z mężem prowadziła kuchenny reality show My Kitchen Rules dla telewizji Fox Broadcasting Company.

## Życie prywatne
Po swojej ostatniej trasie koncertowej doświadczyła symptomów depresji, ataków paniki oraz myśli samobójczych. Zmarła w okolicach Nashville w Tennesee, 30 kwietnia 2022 roku. Dożyła do 76. roku życia. Przyczyną śmierci wokalistki było samobójstwo. Jej córka za pośrednictwem twittera stwierdziła, że „nasza matka została zabrana przez chorobę psychiczną”, z którą zmagała się prawdopodobnie od 2016 roku.
Była dwukrotnie zamężna. Miała dwie córki Wynonnę i Ashley.